# Saison 1 de Killjoys
Chronologie
Saison 2
Cet article présente les dix épisodes de la première saison de la série télévisée canadienne Killjoys.

## Synopsis
Une équipe de chasseurs de primes – Dutch, John, et D'avin – appelées Killjoys, opérant dans le système planétaire nommé « Quad », a pour missions de chasser et de capturer des criminels. Ils ont juré entre eux de rester neutre lors d’une guerre sanglante de classes sociale qui menace de détruire le Quad.

## Distribution

### Acteurs principaux
- Hannah John-Kamen (VF : Marie Tirmont) : Dutch
- Aaron Ashmore (VF : Anatole de Bodinat) : John Jaqobis
- Luke Macfarlane : D'avin Jaqobis

### Acteurs secondaires
- Tamsen McDonough : voix de Lucy, l’ordinateur du vaisseau
- Morgan Kelly (en) : Alvis (« God »), un moine et un révolutionnaire
- Thom Allison (en) (VF : Eilias Changuel) : Pree, barman
- Rob Stewart (VF : Laurent Larcher) : Khlyen, mentor de Dutch
- Sarah Power : Pawter Simms, médecin déshonoré
- Nora McLellan (VF : Isabelle Leprince) : Bellus Haardy
- Mayko Nguyen (VF : Valérie Nosrée) : Delle Seyah Kendry

### Invités
- Irene Poole (VF : Juliette Degenne) : R'yo
- Ian Tracey (VF : Patrick Béthune) : Lucas Kotler
- Amanda Tapping : Dr Jaeger

## Production

### Tournage
Le tournage a débuté le 5 août 2014 à Toronto, au Canada

### Diffusions
- Diffusion en Version originale :
  -  Canada : depuis le 19 juin 2015 sur Space
  -  États-Unis : depuis le 19 juin 2015 sur Syfy
  -  Australie : depuis le 30 janvier 2015 sur Syfy Australie (en)

- Diffusion Francophone :
  -  France /  Suisse : dès le 16 février 2016 sur Syfy France
  -  Québec : dès le 22 février 2016 sur Ztélé

## Liste des épisodes

### Épisode 1:Les Liens du sang
- Canada /  États-Unis : 19 juin 2015 sur Space / Syfy
- Australie : 30 janvier 2016 sur Syfy
- France : 16 février 2016 sur Syfy France
- Québec : 22 février 2016 sur Ztélé

- Canada : 286 000 téléspectateurs[2] (première diffusion)
- États-Unis : 966 000 téléspectateurs[3] (première diffusion)

- Thom Allison (Pree)
- Morgan Kelly (Alvis)
- Sean Baek (Fancy Lee)
- Nora McLellan (Bellus Haardy)
- Mike Tyrell (Intake Officer)
- Rob Stewart (Khlyen)

### Épisode 2:Embuscade àSugar Point
- Canada /  États-Unis : 26 juin 2015 sur Space / Syfy
- Australie : 6 février 2016 sur Syfy
- France : 16 février 2016 sur Syfy France
- Québec : 29 février 2016 sur Ztélé

- États-Unis : 1,03 million de téléspectateurs[4] (première diffusion)

- Rob Stewart (Khlyen)
- Thom Allison (Pree)
- Tamsen McDonough (Lucy)
- Frank Moore (Hills Oonan)
- Maya Lowe (Yalena)
- Brock Johnson (Gush)
- Michael Therriault (Simon Muraayn)
- Irene Poole (R'yo)
- Clara Pasieka (Vena)
- Matthew G. Taylor (Behemoth)

### Épisode 3:La Moisson
- Canada /  États-Unis : 3 juillet 2015 sur Space / Syfy
- Australie : 13 février 2016 sur Syfy
- France : 23 février 2016 sur Syfy France
- Québec : 7 mars 2016 sur Ztélé

- États-Unis : 915 000 téléspectateurs[5] (première diffusion)

- Thom Allison (Pree)
- Tamsen McDonough (Lucy)
- Frank Moore (Hills Oonan)
- Sarah Power (Pawter Simms)
- Nora McLellan (Bellus Haardy)
- Hannah Anderson (Shyla)
- Lisa Ryder (Keera Deen)
- George Tchortov (Martell)
- Stefano DiMatteo (Vincent Sh'ao)

### Épisode 4:Un contrat royal
- Canada /  États-Unis : 10 juillet 2015 sur Space / Syfy
- Australie : 20 février 2016 sur Syfy
- France : 23 février 2016 sur Syfy France
- Québec : 14 mars 2016 sur Ztélé

- États-Unis : 975 000 téléspectateurs[6] (première diffusion)

- Mayko Nguyen (Delle Seyah Kendry)
- Nora McLellan  (Bellus Haardy)
- Thom Allison (en) (Pree)
- Jason Gosbee (Le Commandant)
- Brayden Jones (Enzo)
- Morgan Kelly (en) (Alvis)
- Allie MacDonald (Clara)
- Tamsen McDonough (Lucy)
- Dayle McLeod (Jenny)
- Chloe Rose (Constance)

### Épisode 5:Faille dans le système
- Canada /  États-Unis : 17 juillet 2015 sur Space / Syfy
- Australie : 25 février 2016 sur Syfy
- France : 1er mars 2016 sur Syfy France
- Québec : 21 mars 2016 sur Ztélé

- États-Unis : 956 000 téléspectateurs[7] (première diffusion)

- Sarah Power (Pawter Simms)
- Rob Stewart (Khlyen)
- Richard Clarkin (Hogan)
- Tamsen McDonough (Lucy)
- Kyle Mitchell (Wilson)
- Christine Horne (Dr Lyra Grange)
- Sarah Stunt (Cpt. Joras)

### Épisode 6:Une affaire de famille
- Canada /  États-Unis : 24 juillet 2015 sur Space / Syfy
- Australie : 3 mars 2016 sur Syfy
- France : 1er mars 2016 sur Syfy France
- Québec : 28 mars 2016 sur Ztélé

- États-Unis : 1,004 million de téléspectateurs[8] (première diffusion)

- Sarah Power (Pawter Simms)
- Ian Tracey (Lucas Kotler)
- Rob Stewart (Khlyen)
- Sean Baek (Fancy Lee)
- Thom Allison (Pree)
- Tamsen McDonough (Lucy)
- Frank Moore (Hills Oonan)
- Dmitry Chepovetsky (Coren Jeers)
- Patrick Garrow (Turin)
- Tony Nappo (Big Joe)
- Maxwell McCabe-Lokos (Spider Drakos)

### Épisode 7:Le Cobaye
- Canada /  États-Unis : 31 juillet 2015 sur Space / Syfy
- Australie : 10 mars 2016 sur Syfy
- France : 8 mars 2016 sur Syfy France
- Québec : 4 avril 2016 sur Ztélé

- États-Unis : 841 000 téléspectateurs[9] (première diffusion)

- Amanda Tapping (Dr Jaeger)
- Sarah Power (Pawter Simms)
- Mayko Nguyen (Delle Seyah Kendry)
- Thom Allison (Pree)
- Sarain Boylan (Dr Bliss)
- Mark O'Brien (Grayson Hicks)
- Tamsen McDonough (Lucy)

### Épisode 8:La Pluie noire
- Canada /  États-Unis : 7 août 2015 sur Space / Syfy
- Australie : 17 mars 2016 sur Syfy
- France : 8 mars 2016 sur Syfy France
- Québec : 11 avril 2016 sur Ztélé

- États-Unis : 1,083 million de téléspectateurs[10] (première diffusion)

- Morgan Kelly (Alvis Akari)
- Sarah Power (Pawters Simms)
- Thom Allison (Pree)
- Nora McLellan (Bellus Hardy)
- Dewshane Williams (Hector Feraanz)
- Dru Viergever (Kal Csoort)
- Dwain Murphy (Surja)
- Tamsen McDonough (Lucy)
- Dylan Trowbridge (Twick)

### Épisode 9:Ami ou ennemi?
- Canada /  États-Unis : 14 août 2015 sur Space / Syfy
- Australie : 24 mars 2016 sur Syfy
- France : 15 mars 2016 sur Syfy France
- Québec : 18 avril 2016 sur Ztélé

- États-Unis : 897 000 téléspectateurs[11] (première diffusion)

- Morgan Kelly (Alvis Akari)
- Rob Stewart (Khlyen)
- Thom Allison (Pree)
- Tamsen McDonough (Lucy)
- Patrick Garrow (Turin)
- Camille Stopps (Najik)

### Épisode 10:Le Bombardement
- Canada /  États-Unis : 21 août 2015 sur Space / Syfy
- Australie : 31 mars 2016 sur Syfy
- France : 15 mars 2016 sur Syfy France
- Québec : 25 avril 2016 sur Ztélé

- États-Unis : 885 000 téléspectateurs[12] (première diffusion)

- Morgan Kelly (Alvis)
- Sarah Power (Pawter Simms)
- Mayko Nguyen (Delle Seyah Kendry)
- Rob Stewart (Khlyen)
- Thom Allison (Pree)
- Sean Baek (Fancy Lee)
- Nora McLellan (Bellus Haardy)
- Tamsen McDonough (Lucy)